# Рая-Кяревере (заказник)
Заказник Ра́я-Кя́ревере (ест. Raja-Kärevere hoiuala) — природоохоронна територія в Естонії, у волості Тарту повіту Тартумаа.

## Основні дані
KKR-код: KLO2000238
Загальна площа — 711,5 га.
Заказник утворений 1 червня 2006 року.

## Розташування
Природоохоронний об'єкт розташовується на землях, що належать селам Вяеніквере, Кямара, Кяревере, Иві.
Територія заказника повністю входить до складу областей, які включені до Європейської екологічної мережі Natura 2000:
- Кяревере (природна територія) (Kärevere loodusala)[3]
- Кяревере (орнітологічна територія) (Kärevere linnuala)[4]

## Мета створення
Метою створення заказника є збереження природних оселищ існування видів комах: рябця великого (Euphydryas maturna) та чернівця непарного (Lycaena dispar), які належать до III охоронної категорії (Закон Естонії про охорону природи).